# Mario Delpini
Mario Enrico Delpini (Gallarate, 29 luglio 1951) è un arcivescovo cattolico italiano, dal 7 luglio 2017 145º arcivescovo metropolita di Milano.

## Biografia
Nasce a Gallarate, in provincia di Varese e arcidiocesi di Milano, il 29 luglio 1951, da Antonio e Rosa Caruggi, terzo di sei figli. Cresce a Jerago con Orago, nella parrocchia di San Giorgio in Jerago.

### Formazione e ministero sacerdotale
Dopo aver frequentato le scuole del paese natale fino alla quinta elementare e le scuole medie e i due anni del ginnasio nella scuola statale di Arona, risiedendo nel Collegio De Filippi, entra nel seminario arcivescovile di Milano nella sede di Venegono Inferiore, nell'ottobre 1967, dove frequenta il liceo classico.
Il 7 giugno 1975 è ordinato presbitero, nella cattedrale di Milano, dal cardinale Giovanni Colombo per l'arcidiocesi ambrosiana.
Dopo l'ordinazione presta servizio come insegnante presso il seminario minore dell'arcidiocesi di Milano, prima a Seveso e poi a Venegono Inferiore. Nel 1980 consegue la laurea in Lettere classiche presso l'Università Cattolica del Sacro Cuore di Milano con una tesi su La didattica del latino come introduzione alla Esegesi dei classici; approfondisce gli studi e riceve la licenza in teologia presso la Facoltà teologica dell'Italia settentrionale con una tesi su La nozione di teologia di Giovanni Pico della Mirandola. Alunno del Pontificio seminario lombardo, frequenta l'Istituto Patristico Augustinianum di Roma, dove ottiene il diploma in Scienze teologiche e patristiche; grazie a questi titoli può dedicarsi all'insegnamento della lingua greca e della patrologia presso il seminario di Milano, nelle sedi di Seveso e Venegono Inferiore. Nel 1989 diviene rettore del seminario minore di Venegono Inferiore e rettore nel quadriennio teologico, nel 1993.
Insegna presso la Facoltà teologica dell'Italia settentrionale e il seminario arcivescovile nelle sedi di Saronno e poi di Seveso dal 1993 al 2000. Nel 2000 è nominato rettore maggiore dei seminari di Milano.
Nel 2006 il cardinale Dionigi Tettamanzi lo nomina vicario episcopale della zona pastorale VI di Melegnano, lasciando gli incarichi ricoperti in seminario a mons. Giuseppe Maffi.

### Ministero episcopale

#### Vescovo ausiliare di Milano
Il 13 luglio 2007 papa Benedetto XVI lo nomina vescovo ausiliare di Milano e vescovo titolare di Stefaniaco. Il 23 settembre successivo riceve l'ordinazione episcopale, nella cattedrale di Milano, con il vescovo Franco Giulio Brambilla, dal cardinale Dionigi Tettamanzi, co-consacranti l'arcivescovo Francesco Coccopalmerio (poi cardinale) e i vescovi Marco Ferrari, Renato Corti (poi cardinale) e Giuseppe Betori (poi arcivescovo e cardinale).
Dal 2007 al 2016 ricopre l'incarico di segretario generale della Conferenza episcopale lombarda; nell'ambito della Conferenza episcopale italiana è stato membro della commissione per il clero e la vita consacrata.
Il 5 aprile 2012, durante la Messa del crisma, il cardinale Angelo Scola rende nota la sua nomina a vicario generale dell'arcidiocesi ambrosiana, effettiva dal 29 giugno successivo. Il 21 settembre 2014 riceve la nomina da parte dello stesso arcivescovo a vicario episcopale per la formazione permanente del clero e responsabile dell'Istituto sacerdotale Maria Immacolata, che si occupa dei presbiteri del primo quinquennio di ordinazione; succede a monsignor Luigi Stucchi.

#### Arcivescovo di Milano
Il 7 luglio 2017 papa Francesco lo nomina arcivescovo metropolita di Milano; succede al cardinale Angelo Scola, dimessosi per raggiunti limiti di età. Il 9 settembre prende possesso canonico dell'arcidiocesi per mezzo del procuratore e vescovo ausiliare Erminio De Scalzi. Il 12 settembre riceve il pallio dalle mani del cardinale Scola, arcivescovo emerito e delegato pontificio, nel santuario di San Pietro Martire a Seveso.
Il 21 settembre 2017 è eletto presidente della Conferenza episcopale lombarda dai vescovi riuniti presso il santuario di Santa Maria del Fonte a Caravaggio.
Il 24 settembre seguente fa il suo ingresso nell'arcidiocesi di Milano, celebrando il solenne pontificale di Sant'Anatalo e tutti i santi vescovi milanesi, alla presenza del suo predecessore, accompagnato dai cardinali Gianfranco Ravasi, Francesco Coccopalmerio e Renato Corti, originari dell'arcidiocesi. Per l'occasione la Scuola Beato Angelico di Milano ha progettato, intessuto e poi donato al nuovo arcivescovo una mitra particolare, sulla quale sono stati riportati i nomi dei primi dodici santi vescovi di Milano, rappresentati con la scritta dei loro nomi e con altrettante gemme che fanno corona alla gemma più luminosa e centrale, a rappresentare la figura di Gesù Cristo.
Il 27 novembre indice il sinodo minore sul tema "La Chiesa dalle genti" circa la questione dei migranti, sentendo l'esigenza di aggiornare l'azione pastorale alla luce dei cambiamenti sociali prodotti all'interno delle parrocchie dell'arcidiocesi. Il sinodo si è aperto il 14 gennaio 2018, giornata mondiale del migrante e del rifugiato.
Nell'estate 2018 papa Francesco lo nomina membro della XV assemblea generale ordinaria del Sinodo dei vescovi sul tema I giovani, la fede e il discernimento vocazionale che si tiene in Vaticano dal 3 al 28 ottobre 2018.
All'inizio della pandemia di COVID-19 in Italia, l'11 marzo 2020 sale sulle terrazze del Duomo per rivolgere un'accorata preghiera di intercessione alla Madonnina, gesto che desta l'attenzione dell'opinione pubblica nazionale.
A partire dal medesimo anno, per sostenere i fedeli della diocesi nella preghiera quotidiana nei tempi di Avvento e Quaresima e per rispondere all'emergenza spirituale generata dalla pandemia, tiene un appuntamento giornaliero di tre minuti di preghiera alle 20.32 sui canali sociali diocesani (TV, radio e social media) intitolato Il Kaire delle 20.32 (Avvento), Epiousios. Il pane di oggi (Quaresima 2021), Kyrie, Signore! (Quaresima 2022 e 2023) e Credo (Quaresima 2024).
Il 9 gennaio 2022 apre la visita pastorale alla città di Milano, che si conclude l'11 giugno 2023.

## Genealogia episcopale e successione apostolica
La genealogia episcopale è:
- Cardinale Scipione Rebiba
- Cardinale Giulio Antonio Santori
- Cardinale Girolamo Bernerio, O.P.
- Arcivescovo Galeazzo Sanvitale
- Cardinale Ludovico Ludovisi
- Cardinale Luigi Caetani
- Cardinale Ulderico Carpegna
- Cardinale Paluzzo Paluzzi Altieri degli Albertoni
- Papa Benedetto XIII
- Papa Benedetto XIV
- Papa Clemente XIII
- Cardinale Enrico Benedetto Stuart
- Papa Leone XII
- Cardinale Chiarissimo Falconieri Mellini
- Cardinale Camillo Di Pietro
- Cardinale Mieczysław Halka Ledóchowski
- Cardinale Jan Maurycy Paweł Puzyna de Kosielsko
- Arcivescovo Józef Bilczewski
- Arcivescovo Bolesław Twardowski
- Arcivescovo Eugeniusz Baziak
- Papa Giovanni Paolo II
- Cardinale Carlo Maria Martini, S.I.
- Cardinale Dionigi Tettamanzi
- Arcivescovo Mario Delpini

La successione apostolica è:
- Vescovo Luigi Testore (2018)
- Vescovo Luca Raimondi (2020)
- Vescovo Giuseppe Vegezzi (2020)
- Vescovo Roberto Campiotti (2022)
- Vescovo Michele Di Tolve (2023)
- Arcivescovo Flavio Pace (2024)
- Arcivescovo Alberto Torriani (2025)

## Araldica
| Stemma | Blasonatura |
| ------ | --- |
|        | D'oro al pino al naturale cimato di tre colombe, tenuto da un destrochero. Lo scudo, accollato a una croce astile d'oro, posta in palo, è timbrato dal galero verde. Le nappe, in numero di dodici, sono disposte sei per parte, in tre ordini di 1, 2, 3. Sotto lo scudo, nella lista svolazzante d'oro, il motto in lettere maiuscole di nero: PLENA EST TERRA GLORIA EIUS.                                            |
|        | Al capo di Milano; d'oro al pino al naturale cimato di tre colombe, tenuto da un destrochero. Lo scudo, accollato a una croce astile patriarcale d'oro, posta in palo, è timbrato dal galero verde. Le nappe, in numero di venti, sono disposte dieci per parte, in quattro ordini di 1, 2, 3, 4. Sotto lo scudo, nella lista svolazzante d'argento, il motto in lettere maiuscole di nero: PLENA EST TERRA GLORIA EIUS. |

## Opere
Accanto alla ricerca scientifica dedicata allo studio della letteratura cristiana antica e alla teologia dei Padri della Chiesa, Mario Delpini è autore di opere finalizzate all'educazione cristiana e vocazionale, in particolare per i giovani; le sue opere sono spesso contraddistinte da uno stile acuto e ironico.
- «Sul rapporto delle lettere di Ignazio di Antiochia con il Vangelo di Giovanni», in La Scuola Cattolica 119 (1991) 514-525.
- (con Silvano Casiraghi) Il contro-contro. Come una lotta l'obbedienza allo spirito di Dio (=Ti ascolto, 4), Torino, Paoline, 1984. ISBN 88-215-0704-1
- Io scelgo la pace. Vignette, pensieri, domande irrequiete per un argomento che scotta (=Vita più, II serie, 19), Cinisello Balsamo, San Paolo Edizioni, 1986. ISBN 978-88-215-1032-8.
- Caccia al tesoro. Sette incontri vocazionali per ragazzi (=Meeting, 3), Cinisello Balsamo, San Paolo Edizioni, 1987. ISBN 978-88-315-0018-0.
- (con Angelo De Simone) Da Gerusalemme a Emmaus. Quattordici soste di preghiera per gruppi giovanili (=Insieme, 13), Milano, Edizioni paoline, 1988. ISBN 88-315-0088-0
- Dizionario della vita quotidiana (=Quaderni di parola e comunità, 14), Venegono Inferiore, Seminario di Milano - Comunità di ginnasio e liceo, pref. 1992
- «La formazione del Pastore verso l'esercizio del Ministero», in La Scuola Cattolica 123 (1995) 513-525.
- Reverendo che maniere! Piccolo Galateo Pastorale. Appunti affettuosi e scanzonati per preti in cammino verso il terzo millennio (=L'antica fonte, 36), Cinisello Balsamo, San Paolo Edizioni, 1998. ISBN 978-88-215-3591-8; edizione polacca Wielebny, co za maniery!: mały, braterski poradnik dla księży, traduzione di Irena Burchacka, Warszawa, Wydawnictwo Księży Marianów, 1999. ISBN 978-83-711-9248-7.
- La via del sale. 54 storie per ogni settimana dell'anno (=Serie "Vita comune"), Seveso, Seminario Arcivescovile di Milano, 1998.
- L'esperienza del diaconato permanente, in «La Scuola Cattolica», 136, 3, luglio-settembre 2008, p. 369-375. ISSN 0036-9810 (WC · ACNP)
- Con il dovuto rispetto. Frammenti di saggezza all'ombra del campanile (=L'antica fonte), Cinisello Balsamo, San Paolo Edizioni, 2011. ISBN 978-88-215-7071-1
- E la farfalla volò. 52 storie sorprendenti, Milano, Àncora, 2016. ISBN 978-88-514-1773-4
- Vocabolario della vita quotidiana, Milano, Centro Ambrosiano, 2017.